# ام‌وی اریکا
ام‌وی اریکا (به انگلیسی: MV Erika) یک کشتی است که طول آن 184 m (LOA) می‌باشد.